# نرپلت
شهر نرپلت (به فرانسوی: Neerpelt) در شهرستان مزک  در استان لمبورگ  در منطقه فلاندری در کشور بلژیک واقع شده‌است.